# Rayner Unwin
Pour les articles homonymes, voir Unwin.
Rayner Stephens Unwin (23 décembre 1925, Londres – 23 novembre 2000, Berkhamsted) est le fils de l'éditeur Stanley Unwin, et son successeur à la tête des éditions Allen & Unwin.

## Biographie
En 1936, son père, Stanley Unwin, lui fait lire  Le Hobbit, roman que vient de lui envoyer l'universitaire J. R. R. Tolkien ; la réaction positive de l'enfant incite Stanley à publier le livre, qui se révèle un grand succès. Rayner Unwin déclara par la suite qu'écrire un compte-rendu enthousiaste à propos du manuscrit de  Le Hobbit fut « la meilleure décision qu'il ait jamais prise de toute sa carrière d'éditeur ». Tolkien ne cessa, en retour, de lui témoigner une profonde amitié.
Rayner Unwin entre officiellement dans la maison d'édition en 1951, après avoir été représentant dans l'est de l'Angleterre, ainsi que pour l'imprimerie familiale, la Unwin Brothers, située près de Woking ; il travailla également pour les bureaux londoniens des Presses universitaires de Cambridge. En 1952, il parvient à ramener Tolkien vers Allen & Unwin, alors que celui-ci s'était tourné vers l'éditeur Collins pour l'édition de la suite de  Le Hobbit, Le Seigneur des anneaux. Cette édition paraît chez Allen & Unwin en 1954-1955 et devient rapidement un succès phénoménal.
À la mort de son père, en 1968, Rayner Unwin lui succède à la tête d'Allen & Unwin. Il continue à éditer les œuvres posthumes de Tolkien, notamment Le Silmarillion, et reste en contact avec le fils et exécuteur testamentaire de Tolkien, Christopher. Toutefois, l'entreprise périclite au fil des ans, et en 1985, Allen & Unwin fusionne avec Bell & Hyman pour devenir Unwin Hyman. En 1990, Unwin Hyman est rachetée par HarperCollins, dans des circonstances qui poussent Rayner Unwin à donner sa démission. Il parvient toutefois à sauvegarder l'autonomie d'Allen & Unwin, qui est relocalisée en Australie.
Entre autres ouvrages, il a publié une autobiographie qui revient sur l'histoire de la firme familiale, intitulée George Allen & Unwin: A Remembrancer (1999).